# 花市火神庙
花市火神庙，正名敕建火德真君廟，是北京市东城区西花市大街上的一座历史悠久的道教庙宇。主祀南方火德真君，配祀北方真武大帝。

## 历史
火神庙始建于明朝隆庆二年（1568年），为神木厂悟元观的下院，祀火德真君。清朝乾隆四十一年（1776年）重修。《宸垣识略》载，“火神庙在花儿市，明隆庆二年（1568年）建，为神木厂悟元观下院，有万历间右通政李琦碑。本朝乾隆四十一年（1776年）重修。有左都御史崔应阶碑。每月逢四日自庙前至西口开市。”
该庙建筑曾多次遭火灾。北京市档案馆存民国二十八年（1939年）9月11日《外三区火神庙住持齐彦章关于修盖庙房工程的呈》，内载：“兹于本年六月七日失慎，致将本庙后院北大殿连同楼上玉皇阁共六间烧毁，又东西配殿各五间、罩棚一座及前院火神殿三间后坡一并烧毁无存。拟改修后院北大殿连楼房六间改修为带廊灰棚三大间。原东西配房各五间照旧修盖及前院被烧火神殿后坡，拟将全部三间一并修盖，又前院东配殿三间挑项修盖，西配殿三间挑项并后檐墙拆砌，钟鼓二楼补修见新。门前木栅栏钉补油色,旗杆一座见新。”
1928年，北平大兴县第一国术馆设在该庙，八卦掌传人程庭华（人称“眼镜程”）在此授徒。火神庙后院清朝时曾为“水会”，负责消防工作。
2003年，火神庙被定为北京市文物保护单位。同年开始修缮该庙。在正殿的吊顶修缮中，发现了康熙年间的两块匾额，一块为蓝底金字“离照司权”，另一块为金底黑字“德辅阳光”，两块匾中间都刻有一红色“献”字；此外还发现正殿抱厦正面悬一块同治三年“仰企神威”匾。重修后，因崇文区图书馆准备在幸福大街原址翻建新馆，故使用该庙作为临时借阅处。崇文区并入东城区后，该庙为东城区图书馆使用，作为临时借阅处。
2015年3月，第十二届全国政协委员、中国道教协会副会长、北京市道教协会会长黄信阳在中国人民政治协商会议第十二届全国委员会第三次会议上提交《建议将北京市东城区花市火神庙为道教场所的提案》。

## 建筑
火神庙原有山门，钟鼓楼，前院主殿和东、西配殿，后院主殿和东、西配殿等建筑。据庙内碑记载，“前院三楹奉南方（祝融）火德真君，后院三楹奉北方真武玄天大帝”。2003年重修前的残存建筑有：前院主殿和东、西配殿。
2003年重修时，重建了山门等建筑。今该庙有山门、前院主殿和东、西配殿，后院主殿和东、西配殿。前院主殿为勾连搭硬山顶式建筑，大脊上装饰有黄琉璃双龙戏珠，殿顶以绿琉璃剪边。